# Gavril Dejeu
Gavril Dejeu (Poieni, Cluj, Romania 1932)
És un polític i advocat romanès, va ser durant l'any 1998 Primer ministre de Romania, i Ministre de l'Interior de 1996 a 1999. Actualment és membre del Partit Nacional Democristià Agrari. Actualment es troba retirat de la política activa.

## Infància i estudis
Radu Vasile va néixer a Poieni, Cluj, Romania l'11 de setembre de 1932, tot i que més tard marxà a viure a Cluj-Napoca, i més tard a Bucarest.
Es graduà en dret a la Facultat de dret de la Universitat Babeş-Bolyai de Cluj-Napoca.

## Vida política
Durant el Comunisme no milità a cap partit polític, per la seva inclinació conservadora.
Després de la Revolució Romanesa de 1989, Dejeu s'afilià al Partit Nacional Democristià Agrari (PNŢ-CD). El 4 de novembre de 1992 fou elegit diputat a la Cambra dels Diputats, càrrec que mantingué fins al 28 de desembre de 2000. El 12 de desembre de 1996 fou nomenat Ministre de l'Interior, càrrec que mantingué fins a la seva dimissió, el 21 de gener de 1999.

## Primer Ministre (1998)
El 30 de març de 1998, el fins aleshores Primer Ministre, Victor Ciorbea, dimití. Ciorbea el nomenà Primer Ministre interí, fins a l'elecció d'un nou Primer Ministre per la coalició governamental. Fou substituït per Radu Vasile el 17 d'abril de 1998, per tant el seu mandat durà 18 dies.

## Vida post governamental
Després del seu fi, al capdavant del govern deixà la política activa (2000).